# Brook Hannah
Charles Brooking (Brook) Hannah (28 de septiembre de 1874-14 de enero de 1961) fue un exfutbolista australiano que jugó con Carlton Football Club en la Victorian Football League.

## Biografía

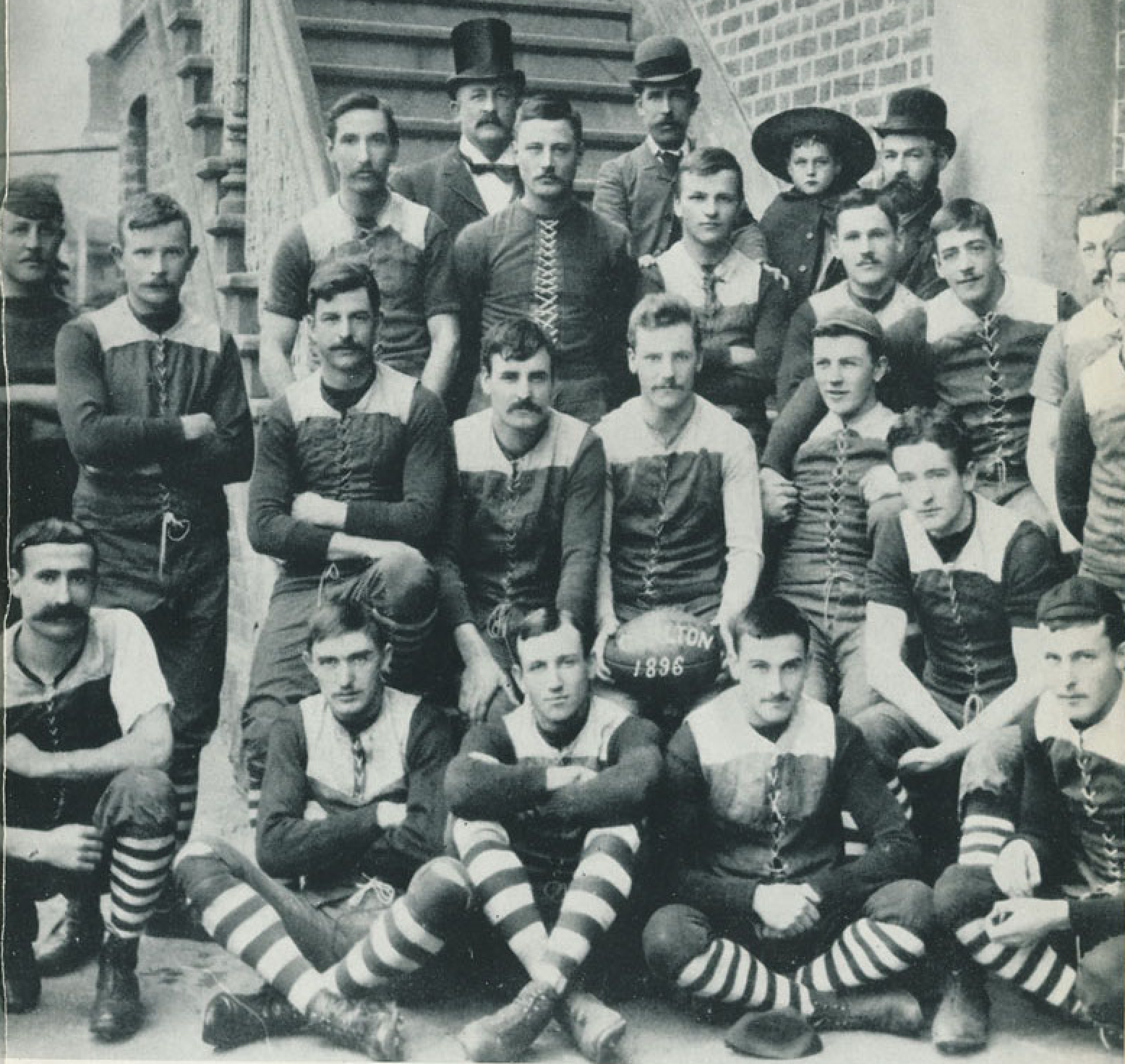
Equipo Carlton 1896: según su sobrina, se cree que Hannah es el jugador sentado en la fila del medio con la gorra que se aleja ligeramente de la cámara.

Después de retirarse del fútbol, Hannah se unió a China Inland Mission como misionero ordenado y se desempeñó como superintendente auxiliar del obispo Mowll de la diócesis anglicana de Szechwan. Se desempeñó como lector de letanía durante la ceremonia de consagración de obispo de Ku Shou-tzi, que tuvo lugar en la catedral de San Juan de Langzhong el 16 de junio de 1929.
Sobrevivió a los ataques contra misioneros cristianos extranjeros durante el levantamiento de los bóxers y sirvió como misionero por más de 50 años antes de retirarse a Tunbridge Wells en Inglaterra con su esposa, May, una misionera nacida en Inglaterra.